# Jan Tetter
Jan Tetter (ur. 1 stycznia 1935 w Rudnie) – polski pisarz, publicysta, dramaturg, tłumacz. 

## Życiorys
Ukończył studia przyrodnicze w Wyższej Szkole Rolniczej w Lublinie (obecnie Uniwersytet Przyrodniczy w Lublinie, 1958) i socjologiczne w Gdańsku. Od 1959 roku należał do PZPR. Jest autorem ponad 20 książek, w tym książki dla dzieci, sztuk teatralnych, słuchowisk radiowych, reportaży.
Na początku lat 90. był związany z partią Przymierze Samoobrona. W wyborach parlamentarnych w 1993 bez powodzenia ubiegał się z jej warszawskiej listy o mandat poselski (otrzymał 311 głosów).

## Wybrane publikacje
- Błękitny kogut (1968),
- Wypogadza się około południa (1971),
- Ryży Placek i trzynastu zbójców (1972),
- Zbuntowane miasto (1975),
- Ryży Placek i portowa kompania (1979),
- Rozległe pola, dalekie czasy (1981),
- Jestem chłop historyczny: sprawa Drzymały (1986),
- Ognipór (1988),
- Skarb trzynastu złodziei (1991),
- Słownik postaci mitologicznych oraz najważniejszych pojęć związanych z mitologią Greków i Rzymian (1999).
- Krwią i blizną[3]